# Jill Gascoine
Jill Viola Gascoine (Lambeth, 11 aprile 1937 – Los Angeles, 28 aprile 2020) è stata un'attrice britannica.
Affetta da tempo dalla malattia di Alzheimer, è morta nel 2020 a 83 anni. Dal 1986 era sposata col collega Alfred Molina.

## Filmografia parziale

### Cinema
- Confessions of a Pop Performer, regia di Norman Cohen (1975)
- King of the Wind, regia di Peter Duffell (1990)
- Red Hot, regia di Paul Higgis (1993)
- Baseketball, regia di David Zucker (1998)

### Televisione
- Peter Pan, regia di Dwight Hemion (1976)
- Rooms (1977)
- Capitan Onedin (The Onedin Line) (1976-1979)
- Ispettore Maggie (The Gentle Touch) (1980-1984)
- Gli occhi dei gatti (C.A.T.S. Eyes) (1985-1987)
- Un miracolo anche per me (The Patron Saint of Liars), regia di Stephen Gyllenhaal (1998)